# Horváth József (orvos, 1935)
Horváth József (Miskolc, 1935. május 18. –) magyar orvos, politikus, országgyűlési képviselő.

## Életpályája

### Iskolái
1960-ban diplomázott a Budapesti Orvostudományi Egyetemen.

### Pályafutása
1960-tól Szolnokon, majd Karcagon kórházi, majd körzeti orvos volt. Ezután Karcagon tisztiorvos lett. 1996-ban nyugdíjba vonult. 1997–2005 között az ÁNTSZ Jász-Nagykun-Szolnok Megyei Intézetének szaktanácsadója volt. 1998–2005 között az Országos Orvosszakértői Intézet (OOSZI) karcagi bizottságának elnöke volt.

### Politikai pályafutása
1990-től az MDF tagja. 1991-től az MDF országos választmányi tagja és Jász-Nagykun-Szolnok megyei alelnöke, 1998-tól elnöke. 1994-ben, 1998-ban és 2006-ban országgyűlési képviselőjelölt volt. 1997–1998 között országgyűlési képviselő (Jász-Nagykun-Szolnok megye) volt. 1997–1998 között a Környezetvédelmi bizottság tagja volt. 2000-től a Keresztény Értelmiségiek Szövetsége karcagi csoportjának elnöke.